# 1933 في الجزائر
الأحداث من عام  1933 في الجزائر.

## الأحداث
- 28 مايو اقيمت جمعية عامة سرية لنجم شمال إفريقيا و انتخب مصالي الحاج رئيسا و عمار ايماش أمينا عاما، بلقاسم راجف أمين الخزينة و تعين سي الجيلالي مدير جريدة الأمة أين سيكون ايماش رئيسا لتحريرها، الانتماء المزدوج للحزب الشيوعي ممنوعة لأعضاء الحزب الجديد.

## المواليد
- 23 أبريل سعيد آيت مسعودان – أول طيار جزائري ومجاهد ووزير سابق في عهدي الرئيسين الجزائريين، هواري بومدين والشاذلي بن جديد